# Судова система Української Держави
Судова система Української Держави — сукупність судових органів Української Держави під керівництвом гетьмана Павла Скоропадського.
Спочатку існування Гетьманату Скоропадського діяла «змішана» судова система, тобто судові установи часів Російської імперії, деякі суди створені Тимчасовим урядом та Центральною Радою. Також почали діяти власні судові інституції. Згодом почалося створення нової судової системи. Загальне керівництво системою правосуддя покладалося на Міністерство судових справ (з 15 липня 1918 р. — Міністерство юстиції), першим міністром якого став М. Чубинський. Згідно з   «Законом про тимчасовий устрій України» в Українській Державі встановлюється незалежна  незалежна судова система.

## Початковий етап
У перші тижні існування гетьманату в Україні діяла «змішана» судова система, тобто судові установи часів Російської імперії, суди, створені Тимчасовим урядом, суди, засновані Центральною Радою, та власні судові інституції. При цьому  формально зберігалися демократичні принципи судоустрою: незалежність суду, незмінність суддів, участь у розгляді справ присяжних засідателів, гласність процесу, рівність сторін, право на захист тощо. Аналіз Законів «Про тимчасовий Державний устрій України» в кількох статтях фіксує принципи судової недоторканності особи, що ґрунтувалися на загальносвітових досягненнях правової думки того часу. Відповідно до цього ж закону в ст. 14-16 закріплювалося: «Ніхто не може підлягати переслідуванню за злочинні вчинки, тільки як в черзі, законом визначеній. Ніхто не може бути затриманий за злочинні вчинки, тільки як у випадках, законом визначених. Ніхто не може бути судимий і покараний, крім як за злочинні вчинки, передбачені чинними в час їх здійснення законами».

## Центральні органи судової системи

### Генеральний суд
Першим найвищим органом судової системи в Українській Державі був Генеральний суд. Загалом в планах гетьмана було реформувати  Генеральний суд на структуру Російської імперії, проте з вагомими покращеннями. Для досягнення цього було створену спеціальну комісію, що займалася проектом відповідного законопроекту. І незабаром 2 травня 1918 р. вийшов закон « Про Генеральний суд». Взагалі у самих Законах «Про тимчасовий державний устрій України» йшлося про Генеральний суд як «найвищий хоронитель і захисний закону та найвищий суд України для справ судівництва та адміністративних». Тобто, виходячи з цього ми можемо сказати про те, що Генеральний суд був  вищою ланкою судової системи Павла Петровича. Згідно із законом від 2 червня 1918 р. Генеральний суд складається з трьох департаментів– цивільного, кримінального й адміністративного. Кожен департамент складався з 15 судів. Головною зміною в діяльності Генерального суду було те, що гетьман перебрав на себе право призначати суддів Генерального суду. Загалом Генеральний суд виконував функції колишнього Правительствуючого Сенату Російської імперії у справах судових, справах нагляду за судовими установами, особами судового відомства, а також усі касаційні функції Головного військового суду. Законом від 25 травня 1918 р.  гетьман затвердив титул, іменем якого твориться суд в Україні, — «іменем закону Української Держави». 8 липня 1918 р. законом «Про утворення Державного Сенату» Генеральний суд ліквідовано.

### Державний Сенат
8 липня 1918 р. був прийнятий закон «Про утворення Державного Сенату», згідно яким Генеральний суд повністю скасовувався, а замість нього створювався Державний сенат як вища інституція Української Держави у судових та адміністративних справах. За цим законом повноваження Державного Сенату мають тимчасово регулюватися «Учреждением Российского Правительствующего Сената» та «Учреждением Судебных установлений». Державний Сенат складався з Адміністративного Генерального суду, Карного Генерального суду, Цивільного Генерального суду і Загального Зібрання Сенату. Кожен суд мав різну кількість сенаторів:
- Адміністративий Генеральний суд — 19 сенаторів;
- Карний Генеральний суд — 11 сенаторів;
- Цивільний Генеральноий суд — 15 сенаторів;
- Загальне Зібрання Сенату — 10 сенаторів.

Згідно з законом встановлювалися суворі вимоги до кандидатів на посади сенаторів.